# Callitris neocaledonica
Callitris neocaledonica är en cypressväxtart som beskrevs av Dummer. Callitris neocaledonica ingår i släktet Callitris och familjen cypressväxter. IUCN kategoriserar arten globalt som nära hotad. Inga underarter finns listade i Catalogue of Life.